# Liu Fangyi
Liu Fangyi (chinesisch 刘方毅; * 1. Januar 1983 in Qiqihar) ist ein ehemaliger chinesischer Eisschnellläufer.

## Werdegang
Liu wurde im Jahr 2004 chinesischer Meister über 1000 m und nahm in Harbin erstmals am Eisschnelllauf-Weltcup teil, wobei er in der B-Gruppe über 500 m die Plätze drei und eins sowie in der B-Gruppe über 1000 m zweimal den fünften Platz errang. Bei den Asienmeisterschaften 2004 in Chuncheon gewann er die Bronzemedaille über 500 m und die Silbermedaille über 1000 m. In den folgenden Jahren belegte er bei der Winter-Universiade 2007 in Turin den 30. Platz über 1000 m sowie den 14. Rang über 500 m, bei den Asienmeisterschaften 2008 in Shenyang den siebten Platz über 1000 m sowie den sechsten Rang über 500 m und bei der Winter-Universiade 2009 in Harbin den 23. Platz über 1000 m, den 14. Rang über 500 m sowie den zehnten Platz über 100 m. Außerdem siegte er bei den chinesischen Meisterschaften 2009 im Sprint-Mehrkampf. In der Saison 2009/10 erreichte er in Heerenveen mit dem 17. Platz über 500 m sein bestes Ergebnis im Weltcup und holte bei den Asienmeisterschaften 2010 in Obihiro die Silbermedaille über 500 m. Zudem wurde er dort Achter über 1000 m und errang beim Saisonhöhepunkt, den Olympischen Winterspielen 2010 in Vancouver, den 28. Platz über 500 m. Bei den Asienmeisterschaften 2013 in Changchun kam er auf den vierten Platz über 500 m. Seinen letzten Weltcup absolvierte er in der Saison 2015/16 in Salt Lake City, welchen er in der B-Gruppe auf dem 12. Platz über 500 m beendete.

## Erfolge

### Olympische Spiele
- 2010 Vancouver: 28. Platz 500 m

### Asienmeisterschaften
- 2004 Chuncheon: 2. Platz 1000 m, 3. Platz 500 m
- 2008 Shenyang: 6. Platz 500 m, 7. Platz 1000 m
- 2010 Obihiro: 2. Platz 500 m, 8. Platz 1000 m
- 2013 Changchun: 4. Platz 500 m

## Persönliche Bestzeiten
| Disziplin | Zeit        | Datum             | Ort            |
| --------- | ----------- | ----------------- | -------------- |
| 500 m     | 34,94 s     | 20. November 2015 | Salt Lake City |
| 1000 m    | 1:12,66 min | 24. Januar 2004   | Harbin         |
| 1500 m    | 1:55,38 min | 9. Januar 2004    | Harbin         |
| 5000 m    | 7:51,95 min | 10. November 2007 | Changchun      |